# Kleingebiet Orosháza
Das Kleingebiet Orosháza (ungarisch Orosházai kistérség) war bis Ende 2012 eine ungarische Verwaltungseinheit (LAU 1) im Südwesten des Komitats Békés in der Südlichen Großen Tiefebene.
Das Kleingebiet hatte 57.706 Einwohner (Ende 2012) auf einer Fläche von 848,14 km² und umfasste zehn Gemeinden.
Die Verwaltung des Kleingebietes befand sich in der Stadt Orosháza.

## Städte
- Csorvás (4.962 Ew.)
- Orosháza (28.888 Ew.)
- Tótkomlós (6.071 Ew.)

## Gemeinden
| - Békéssámson - Csanádapáca - Gádoros - Gerendás | - Kardoskút - Nagyszénás - Pusztaföldvár |

Koordinaten: 46° 34′ N, 20° 44′ O